# إيتا كاميرون
إيتا كاميرون (بالدنماركية: Etta Cameron) هي مغنية وممثلة دانمركية، ولدت في 21 نوفمبر 1939 في باهاماس، وتوفيت في 4 مارس 2010 في الدنمارك.

## وصلات خارجية
- إيتا كاميرون على موقع IMDb (الإنجليزية)
- إيتا كاميرون على موقع ميوزك برينز (الإنجليزية)
- إيتا كاميرون على موقع ديسكوغز (الإنجليزية)
- إيتا كاميرون على موقع قاعدة بيانات الفيلم (الإنجليزية)
- إيتا كاميرون على موقع كينوبويسك (الروسية)